# Ебро (Міннесота)
Ебро (англ. Ebro) — переписна місцевість (CDP) в США, в окрузі Клірвотер штату Міннесота. Населення — 50 осіб (2020).

## Географія
Ебро розташоване за координатами 47°29′39″ пн. ш. 95°32′28″ зх. д. / 47.49417° пн. ш. 95.54111° зх. д. (47.494220, -95.541079).  За даними Бюро перепису населення США в 2010 році переписна місцевість мала площу 2,27 км², уся площа — суходіл.

## Демографія
Згідно з переписом 2010 року, у переписній місцевості мешкали 64 особи в 20 домогосподарствах у складі 17 родин. Густота населення становила 28 осіб/км².  Було 24 помешкання (11/км²).
Расовий склад населення:
| - 51,6 % — корінних американців - 35,9 % — білих |

До двох чи більше рас належало 12,5 %. Частка іспаномовних становила 6,3 % від усіх жителів.
За віковим діапазоном населення розподілялося таким чином: 35,9 % — особи молодші 18 років, 46,9 % — особи у віці 18—64 років, 17,2 % — особи у віці 65 років та старші. Медіана віку мешканця становила 32,0 року. На 100 осіб жіночої статі у переписній місцевості припадало 64,1 чоловіків;  на 100 жінок у віці від 18 років та старших — 70,8 чоловіків також старших 18 років.
За межею бідності перебувало 36,7 % осіб, у тому числі 47,1 % дітей у віці до 18 років та 0,0 % осіб у віці 65 років та старших.
Цивільне працевлаштоване населення становило 39 осіб. Основні галузі зайнятості: мистецтво, розваги та відпочинок — 33,3 %, публічна адміністрація — 20,5 %, освіта, охорона здоров'я та соціальна допомога — 15,4 %.